# Diplahan
Diplahan (Bayan ng Diplahan) är en kommun i Filippinerna. Kommunen ligger på ön Mindanao, och tillhör provinsen Zamboanga Sibugay. Folkmängden uppgår till 23 909 invånare.

## Barangayer
Diplahan är indelat i 22 barangayer.
| - Balangao - Butong - Ditay - Gaulan - Goling - Guinoman - Kauswagan - Lindang - Lobing - Luop - Manangon | - Mejo - Natan - Paradise - Pilar - Poblacion (Diplahan) - Sampoli A - Sampoli B - Santa Cruz - Songcuya - Tinongtongan - Tuno |